# Sexualização e exploração sexual no K-pop

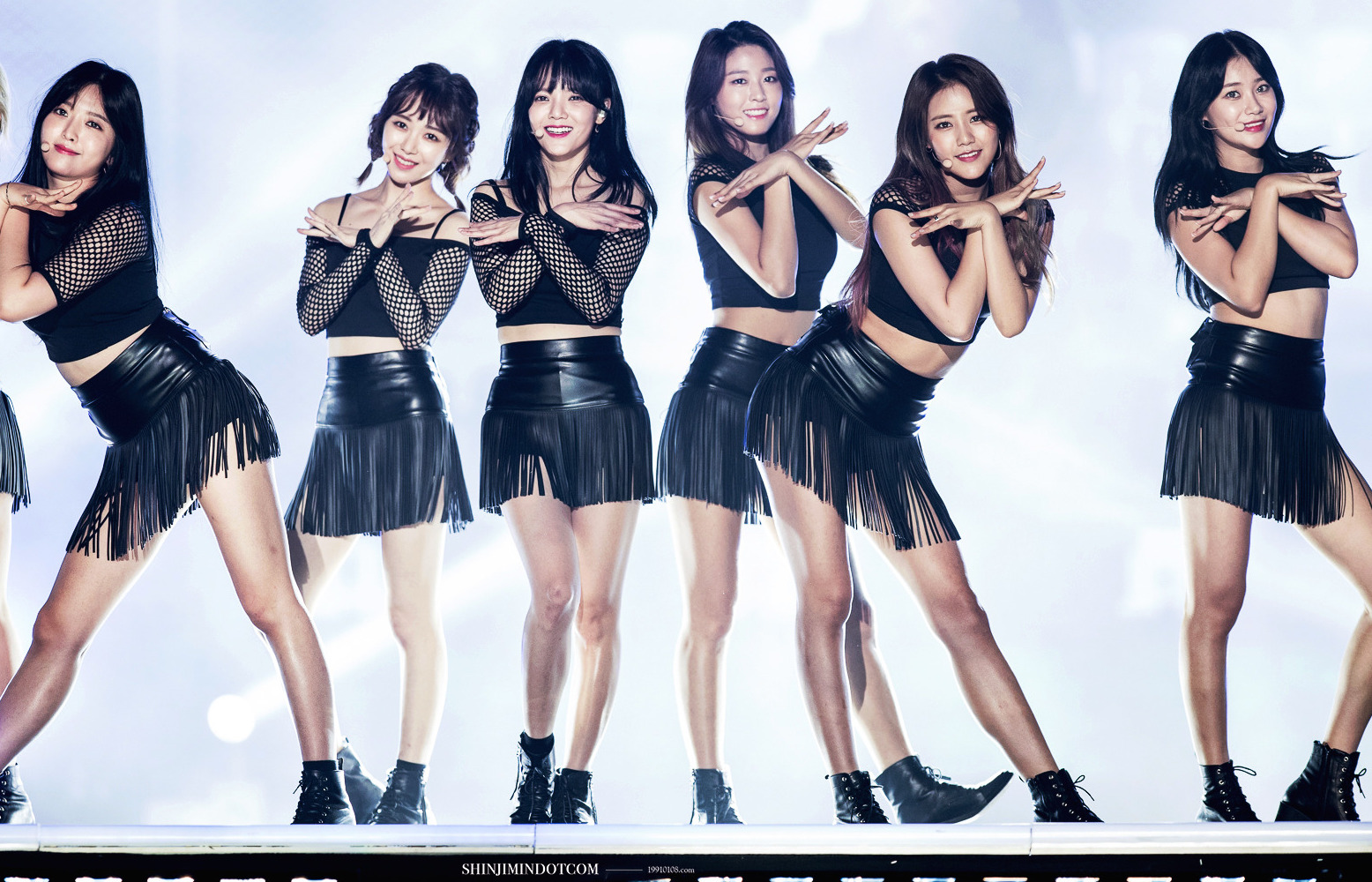
Grupo feminino AOA no Incheon Hallyu Tourism Concert em 2016. A banda é conhecida por sua música de sucesso Miniskirt.

Sexualização e exploração sexual no K-pop se refere a elementos de objetificação e a exploração sexual na indústria do K-pop (pop coreano) que antes era considerado conservador. Isso se deve em parte à globalização do século XXI, com as empresas coreanas de entretenimento e gravação buscando comercializar seus idols no exterior.
A feminilidade é geralmente definida como uma mulher reprimida, parecida com uma boneca, que se adapta aos ideais do termo lolita. Esses ideais consistem em uma figura esbelta, pernas longas e um rosto perfeito. A masculinidade coreana exige um comportamento suave ou cosmopolita. Espera-se que os homens sejam fortes e viris, mas que também possuam traços suaves, como uma personalidade doce e um rosto bonito. A manifestação da sexualização é representada em todas as gerações de idols, mas é mais comumente encontrada nos vídeos musicais modernos, que se tornaram cada vez mais sexualizados na última década.
O K-pop foi inspirado no sistema de ídolos japoneses durante a década de 1990 e acabou se tornando um fenômeno global em um período de vinte anos. Os ídolos masculinos e femininos seguem a maioria dos padrões de beleza feminina e masculina, respectivamente, definidos pelo sistema patriarcal sul-coreano e em conjunto com uma aparência desejada globalmente. Os ídolos femininos são geralmente mais objetificados do que os masculinos.

## Contexto histórico
O surgimento do K-pop moderno começou em 1992, mas o gênero ganhou popularidade em 1996 durante a industrialização do K-pop, amadureceu em meados dos anos 2000, e floresceu em 2010. Embora a beleza seja um ideal sempre presente na cultura popular coreana, esses períodos representam mudanças nos padrões de beleza e nos ideais do K-pop. Por exemplo, no início dos anos 1990, os ídolos eram jovens bonitos com corpos e rostos rechonchudos, de acordo com os padrões de beleza coreanos dos anos 1980.
Seguindo o sistema japonês de ídolos da década de 1980, foram criados grupos de ídolos no final da década de 1990, muitas vezes imitando os grupos de garotos ocidentais com certa inocência e uma atitude selvagem e ousada. Naquela época, um comitê de revisão censurava todas as músicas e vídeos musicais coreanos por seu conteúdo sexual e explícito. Posteriormente, esse comitê foi dissolvido em junho de 1996. Após uma crise econômica em 1997 e o sucesso desse setor fora da Coreia do Sul, a inocência foi transformada em uma imagem mais romântica e sofisticada no início dos anos 2000, o que aumentou os sinais de sexualização. Em 2004, nasceu a nova geração do K-pop. Em uma década, o amadurecimento do K-pop, impulsionado pela crescente popularidade dos videoclipes populares, transformou os ídolos em um produto visual e fisicamente atraente, transformando o K-pop em um padrão de beleza moderna, como físico esbelto, músculos tonificados e características corporais perfeitas.

### Globalização
No final dos anos 2000, o K-pop passou por uma transformação em sua era moderna e alcançou uma expansão internacional significativa graças à onda coreana na Ásia. No início da década de 2010, essa onda se consolidou, elevando o K-pop ao status de potência musical global. Ao longo de sua evolução, o K-pop foi influenciado por estilos musicais japoneses e ocidentais. Embora o K-pop tenha demonstrado certa abertura às influências globais desde seu início, seu sucesso em escala internacional está ligado ao fenômeno da globalização, que foi estimulado pelo período de resgate do Fundo Monetário Internacional durante a crise econômica da Coreia do Sul em 1997. Durante esse período, o país passou por um período de neoliberalização que abriu novas oportunidades e conexões com o mundo, permitindo que o K-pop se expandisse e encontrasse um público além de suas fronteiras. Após a crise, o país experimentou uma crescente influência cultural ocidental, em especial uma americanização, impulsionada pela exportação de produtos para prosperar nas vendas internacionais. Esse fenômeno exerceu pressão sobre o setor de música popular, levando a uma maior ocidentalização. Essa última provocou a hipersexualização dos produtos, especialmente no cenário musical. Não apenas a música em si mudou para melhorar a exportabilidade, mas, dada a modernidade dos videoclipes, o artista também mudou.
A interseção dessa situação com a sociedade coreana, que historicamente tem sido dominada por homens e atualmente está no final da lista das sociedades modernizadas, com notáveis diferenças salariais e de emprego entre os gêneros, resultou em um mercado de música pop que tende abertamente à sexualização. Além disso, a expansão prolífica do K-pop permitiu que a Coreia do Sul entrasse e até mesmo se destacasse na "guerra cultural global", um conceito que representa a batalha por atenção e relevância entre as culturas na era moderna. Dessa forma, o governo sul-coreano promoveu ativamente o uso do K-pop como uma ferramenta para aumentar seu reconhecimento global.
Entretanto, devido à controvérsia em torno da cultura popular, que está fortemente relacionada à sexualização, o governo não endossa oficialmente o K-pop e, em vez disso, impõe restrições às atividades permitidas dentro desse gênero. Entretanto, sem o endosso do K-pop, o governo o auxilia extraoficialmente, reduzindo as limitações que impõe a ele, especialmente para produtos exportados. Isso permite que os idols se tornem uma representação não oficial da cultura sul-coreana, estimulando o orgulho cultural e transformando a nação em uma "república de idols", o que significa que sua imagem, ou seja, seus corpos, pertencem ao Estado e representam seu povo.

## Descrição geral

### Raciocínio econômico
A entrada no mercado mundial para globalizar a cultura coreana comercializável foi simplesmente um efeito colateral das condições econômicas que impulsionaram a evolução do K-pop. Em seus primórdios, o K-pop não foi bem recebido pelos críticos, mas seu estilo contagiante e suas raízes locais conquistaram as massas. Na década de 1990, a Coreia do Sul estava passando por uma recessão econômica, e alguns músicos com mentalidade empresarial rapidamente aproveitaram essa oportunidade. A industrialização do K-pop se concretizou em meados da década de 1990, e sua popularidade cresceu de forma constante.
A cultura popular coreana costumava ser amplamente desconhecida e estar à sombra do Japão e de outros países vizinhos. Para aumentar seu sucesso tanto no mercado interno quanto nas exportações, optou-se por manter a localização e, ao mesmo tempo, mesclá-la com a metodologia dos ídolos japoneses e com os estilos musicais americanos. Embora essa estratégia inicialmente tivesse certas limitações, ela se mostrou promissora no cenário internacional. O sucesso obtido no exterior, aliado à diversidade de artistas musicais existentes, levou o setor musical a facilitar a diversificação dos grupos musicais para maximizar o impacto e os lucros. Para isso, foi otimizado o atendimento a um amplo espectro de consumidores, o que resultou em um aumento no número de membros por grupo, cada um com uma identidade individualizada para atrair diferentes segmentos de público. Essas medidas ajudaram a refinar as apresentações e a aumentar o apelo dos grupos a diversas culturas de consumidores.
Portanto, um grupo de K-pop é formado por membros que desempenham diferentes papéis, como o "bom", o "mau", o fofo ou o sexy, o que contribui para o apelo geral do grupo. Essa combinação de influências culturais, que vão desde a sensualidade descarada da música americana até o aegyo coreano e o kawaii japonês, juntamente com as ideias patriarcais de lolita, resulta em uma interação complexa de desejos de fantasia. Seguindo essa lógica, as empresas de música investem grandes quantias de dinheiro e tempo em cada artista para moldá-los de acordo com as expectativas do público. É necessário um nível básico de atratividade e habilidades para ser considerado um artista nesse contexto. Anos de treinamento e disciplina são necessários para transformar os artistas naquilo que o público quer ver. Entretanto, também há aspectos negativos no setor. Os artistas são proibidos de namorar para manter uma imagem de inocência, suas vidas públicas e personalidades são cuidadosamente controladas e eles são envergonhados se ganharem peso ou não mantiverem a aparência. Eles podem até ser pressionados a se submeter a cirurgias plásticas para melhorar sua beleza. Além disso, espera-se que eles interajam com os fãs de maneira desejável, o que pode sobrecarregá-los ainda mais. É essencial reconhecer que esse sistema pode ter impactos positivos e negativos sobre os artistas e a cultura em geral. Por um lado, ele oferece oportunidades para o desenvolvimento artístico e a expressão criativa, mas, por outro lado, pode impor padrões irreais e pressões excessivas sobre os artistas. O equilíbrio entre a promoção do talento e a proteção do bem-estar emocional e físico dos artistas é fundamental para garantir um setor musical sustentável e saudável.

### Feminilidade
Como produtos culturais icônicos da Coreia do Sul, as cantoras de K-pop enfrentam expectativas contraditórias. Por um lado, espera-se que elas sejam sensuais, fortes e independentes, o que responde a uma sociedade patriarcal capitalista sul-coreana que valoriza esses atributos. Por outro lado, também se espera que sejam submissas, inocentes, fofas e adoráveis, o que acrescenta complexidade à sua imagem pública. Na tentativa de maximizar o lucro e o sucesso, essas estrelas femininas precisam equilibrar uma certa ambiguidade em sua apresentação. Essa ambiguidade geralmente se traduz no que é conhecido como Complexo de Madonna-Prostituta, presente na maioria dos grupos. No entanto, alguns grupos podem se inclinar mais para um ou outro lado desse espectro. Nesse contexto, os ideais sul-coreanos promovem nominalmente uma imagem aegyo, que se refere a ser "atraente e desejável além dos relacionamentos íntimos". Isso coloca os idols em uma posição de vulnerabilidade, mas também os apresenta como charmosos e extravagantes. Em suma, as cantoras de K-pop enfrentam pressão constante para equilibrar as expectativas contraditórias de sua sociedade e do setor de entretenimento. A ambiguidade em sua apresentação é uma estratégia para permanecer relevante e atraente para o público, mas também reflete os desafios que elas enfrentam em um contexto cultural e patriarcal complexo.
A "bonequização" é uma construção que enraíza o desejo sexual em um objeto de beleza, retratando-o como submisso e incorruptível. Essa dinâmica é comum na Coreia, devido aos papéis tradicionais de gênero e à estrutura patriarcal persistente. Esse fenômeno é visto especialmente nas mulheres do K-pop, que muitas vezes se submetem a procedimentos cirúrgicos para se embelezar. Além disso, as bonecas são frequentemente associadas à prostituição ou a favores sexuais, o que é uma realidade que algumas cantoras podem enfrentar quando exploradas por seus empregadores. Essa bonequização também alimenta o desejo submisso da kawaii japonesa, já que as bonecas são inerentemente bonitas e podem ser controladas à vontade, satisfazendo assim o desejo de submissão total das mulheres. Da mesma forma, o conceito de uncle-fan, ou homens de meia-idade que são fãs de idols femininos, tem sido apontado como uma fachada para negar o desejo sexual subjacente por corpos femininos. É importante reconhecer que a atração sexual não é exclusiva de uma idade ou de um gênero específico, e é fundamental abordar essas questões a partir de uma perspectiva de igualdade e respeito por todas as pessoas, independentemente de seu gênero ou preferências.
No setor de entretenimento coreano, o papel de ídolo feminino é frequentemente influenciado pelo termo lolita, alimentando uma fantasia de pedofilia masculina com uma representação de juventude e inocência sexualizada. Essa percepção fez com que os corpos das meninas se tornassem mercadorias, cujo consumo é aceito devido à subjugação implícita na estrutura patriarcal. Embora as mulheres possam ter um alto status de popularidade sob o rótulo de "girl power", elas são frequentemente subordinadas a seus empregadores e tratadas mais como objetos do que como seres humanos. A acadêmica Yeran Kim argumentou que essa objetificação justificada dos corpos de mulheres jovens no setor de entretenimento levou a uma espécie de "república lolita" de fato na Coreia do Sul, impulsionada por fatores econômicos e governamentais. Na busca de uma beleza e imagem idealizadas, as mulheres são pressionadas a atender a padrões irrealistas. A ideia de pernas longas com "coxas de mel", rosto e corpo perfeitos e pele clara é enfatizada. Os seios também podem ser sexualizados, embora o decote tenha sido historicamente evitado na cultura coreana.

### Masculinidade
Os ídolos masculinos tornam-se mercadorias que, para maximizar o lucro e o sucesso, são sexualizadas. Na Coreia, onde existem rígidos papéis patriarcais de gênero, os homens geralmente enfrentam expectativas associadas à masculinidade tradicional coreana. Entretanto, para atrair um público mais diversificado, eles geralmente apresentam vulnerabilidades que desafiam os estereótipos de masculinidade típicos da cultura coreana. Isso resulta em uma masculinidade mais aberta e diversificada. A masculinidade hegemônica na Coreia é caracterizada pela autoridade patriarcal, pela adesão aos princípios confucionistas tradicionais e pela demonstração de força e poder. Entretanto, os idols masculinos, ao se adaptarem para atender a diferentes públicos, podem desafiar alguns desses aspectos e exibir uma versão de masculinidade que se afasta dos papéis tradicionais de gênero.
Essa dicotomia força os grupos a projetar uma imagem musculosa, poderosa e sexualmente viril, ao mesmo tempo em que infunde gentileza e inocência em suas apresentações. Isso dá origem ao que é conhecido como uma "masculinidade suave" em nível multinacional e uma "masculinidade global". Como resultado, encontramos tanto uma masculinidade suave, muitas vezes chamada de "flower boy", quanto uma masculinidade mais rude, conhecida como "beast idols", presente nos grupos masculinos de K-pop.
As principais características da masculinidade no K-pop incluem torsos musculosos, muitas vezes exibidos sem camisa, e uma apresentação de ações/personalidades consideradas bonitas. Músculos bem definidos, mesmo que às vezes sejam produto de retoques ou edições, podem ser percebidos como símbolos de poder individual e virilidade em resposta aos movimentos feministas e aos desejos nacionalistas femininos. Isso é ilustrado pela noção do "preço do corpo" (momgap), que associa a sensualidade do corpo masculino ao seu valor, com o "abdômen de chocolate" considerado a característica mais desejável nesse contexto.

## Manifestação
A sexualização no K-pop se manifesta de várias maneiras: promovendo artistas com uma imagem sexy e atraente, moldando-os para que se adaptem às fantasias dos fãs e apresentando músicas ou videoclipes com conteúdo sexualizado.

### Bonequização
A "bonequização" é um fenômeno que pode ser observado no K-pop, em que as empresas de entretenimento usam imagens de bonecas para promover seus artistas. Um exemplo proeminente foi a cantora G.NA, cujas medidas corporais geraram grande interesse entre os fãs, e seu empregador a promoveu comparando-a a manequins durante as sessões de fotos, referindo-se a seu físico como "o corpo de um manequim" devido a seu rosto pequeno, seios grandes e cintura fina.
Essa representação de seres humanos em forma de boneca também pode ser vista em videoclipes como Gee, do Girls' Generation, em que as integrantes atuam como manequins em uma vitrine de loja que depois ganham vida, ou no videoclipe de Tilt my Head, do Girl's Day, em que as integrantes interpretam autômatos em uma fábrica de bonecas que magicamente ganham vida (seguindo a narrativa de "coming to life"). É importante mencionar que o grupo Piggy Dolls, composto por três mulheres maiores, desafia a ideia de uma imagem perfeita de boneca e promove a diversidade na representação corporal. Esse é um passo importante em direção a uma representação mais inclusiva e respeitosa da imagem corporal no K-pop, mostrando que a beleza e o talento podem se manifestar de muitas maneiras diferentes.

### Corpos femininos

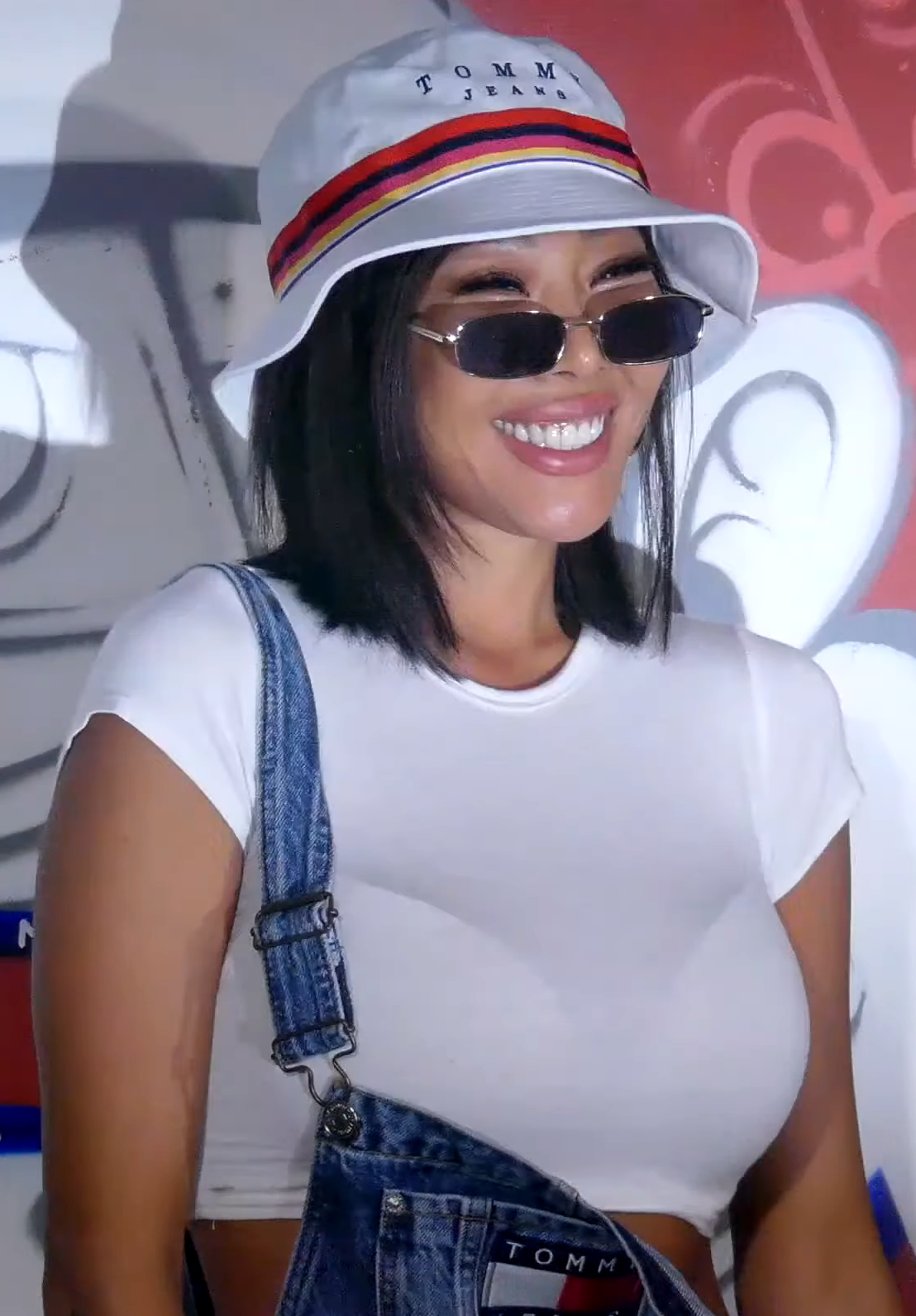
A rapper Jessi tem falado sobre sua cirurgia plástica.

No K-pop, os corpos das ídolos femininas costumam ser fortemente regulados por suas agências, que esperam que elas estejam em conformidade com determinados padrões de imagem, enquanto os fãs tendem a sexualizar seus corpos. Um membro do grupo masculino de K-pop Super Junior fez uma declaração sobre o Girls' Generation, dizendo: "[Os membros] não podem se machucar sem permissão. Seus corpos não são deles. Elas são os tesouros da nação". As integrantes do Girls' Generation são conhecidas por terem pernas longas, o que lhes rendeu o apelido de "O grupo com belas pernas". Entretanto, isso também levou a situações inadequadas, como a produção de um filme pornográfico japonês centrado em suas pernas.
A busca pela perfeição corporal no setor de entretenimento é uma demanda por ganhos financeiros, o que significa que as ídolos femininas do K-pop devem ser magras e bonitas. Aquelas que não atendem a esses padrões são pressionadas a perder peso. Um exemplo é o grupo Piggy Dolls, cujas três integrantes, inicialmente mais corpulentas do que a maioria dos ídolos do K-pop, passaram por um treinamento para perder um total de 56 kg antes de voltarem com novas músicas. Para os estagiários do gênero cujas características faciais não são consideradas atraentes o suficiente, seus empregadores podem impor a cirurgia plástica obrigatória. A recusa em se submeter a essa cirurgia pode significar o fracasso da carreira. Embora todas as cirurgias apresentem riscos e possíveis complicações, é muito comum que os ídolos do K-pop tenham se submetido a pequenas cirurgias estéticas e moderadamente comum que tenham se submetido a cirurgias semi-reconstrutivas. Algumas das modificações mais comuns incluem a adição de uma pálpebra dupla, rinoplastia, aumento do queixo e remodelagem muscular, principalmente nas pernas.
No mundo do K-pop, alguns artistas foram honestos em relação a cirurgias estéticas. Por exemplo, Miryo, do Brown Eyed Girls, e Goo Hara, do Kara, admitiram ter feito cirurgias nas pálpebras, e Jessi fez implantes mamários, rinoplastia e cirurgia nas pálpebras. Alguns até atuam como porta-vozes de clínicas de estética, como G.NA, que promove os serviços do Dr. Jong Phil. No entanto, a maioria dos artistas prefere manter esses assuntos em sigilo, o que levou a especulações sobre se os ídolos optaram por se submeter a cirurgias plásticas. Com tantas suposições no ar, alguns artistas, como Lee Hyori e Jang Yoon-ju, chegaram ao ponto de provar clinicamente que não fizeram tais cirurgias. Por outro lado, algumas celebridades aceitam abertamente ter se submetido a cirurgias. Um exemplo é o grupo Six Bomb, que até lançou uma música e um videoclipe intitulados Getting Pretty After, referindo-se à cirurgia plástica. De fato, seu empresário, Kim Il-woong, admitiu abertamente que todos os membros foram submetidos a aumentos cirúrgicos em seus rostos e seios. Essa honestidade, juntamente com a idolatria dos artistas de K-pop, influenciou muitos jovens coreanos a procurar cirurgia plástica para imitar suas estrelas favoritas. A Coreia do Sul se tornou o país com o maior número de cirurgias estéticas per capita do mundo.

### Corpos masculinos

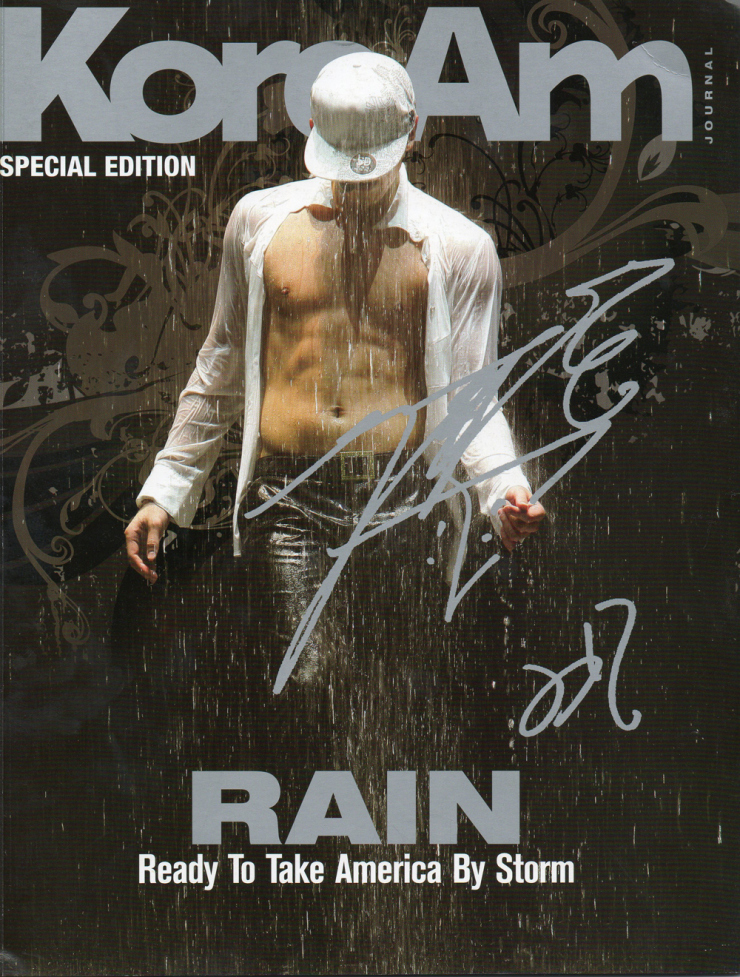
Rain com seu abdômen exposto e molhado.

Os homens também enfrentam padrões corporais rigorosos no setor de entretenimento, onde são obrigados a manter o "preço do corpo" e, ao mesmo tempo, equilibrar uma masculinidade mais terna. Um exemplo dessa combinação é o cantor Rain, que simboliza a hipermasculinidade efeminada. Seu abdômen bem definido e a parte superior do corpo musculosa, muitas vezes mostrados nus e oleados (ou molhados), contrastam com seu rosto bonito e infantil. Ele é frequentemente descrito como "um rosto angelical e um corpo de assassino" ou "um corpo de homem com um rosto de menino". Rain exemplifica a imagem exigida: um homem musculoso e sem camisa com elementos de doçura. Manter essa imagem exige um treinamento rigoroso, geralmente sob a orientação de treinadores com rotinas diárias intensas.
Assim como acontece com as mulheres, as empresas de entretenimento podem pressionar os homens a se submeterem a cirurgias plásticas. Também há rumores sobre aqueles que se submeteram a procedimentos, embora alguns ídolos tenham admitido abertamente suas cirurgias. Por exemplo, Kwanghee, do ZE:A, passou por uma cirurgia nas pálpebras, nariz e testa; Heechul, do Super Junior, fez uma cirurgia nas pálpebras e corrigiu seu nariz quebrado; e Kyuhyun, seu colega de grupo, também fez uma cirurgia de pálpebra dupla seguindo o exemplo de seus pais.

### Sexualização em vídeos musicais
Com a popularização do K-pop por meio de plataformas de vídeo como o YouTube, muitos fãs reconhecem principalmente a sexualização nos videoclipes ou nas apresentações gravadas. O surgimento de videoclipes como uma ferramenta para promover o gênero musical gerou uma competição na qual os artistas com a imagem mais sexy sobrevivem. Como resultado, o conteúdo sexual aumentou nos videoclipes de K-pop. Uma análise feita por Song Bo-hye do conteúdo dos videoclipes coreanos mais populares de 2004, 2005, 2014 e 2015, de acordo com as paradas do Melon Hot 100, examinou o conteúdo sexual e sua evolução ao longo do tempo. Foram observadas insinuações sexuais, atos sexuais e roupas provocantes. Os resultados foram divididos em quatro aspectos: mudanças no efeito físico, roupas provocantes, insinuações e variação de gênero. Descobriu-se que os efeitos físicos exibidos não mudaram significativamente em média, mas as insinuações sexuais aumentaram, assim como as roupas provocantes. Além disso, os cantores mais populares apresentaram um aumento significativo na provocação. Essa análise destaca como a sexualização em vídeos musicais evoluiu ao longo do tempo, com um foco maior no conteúdo sexual e nas roupas.
Isso se traduz em um aumento significativo na exibição, principalmente por meio de roupas, de mulheres sexualizadas e alguns homens sexualizados, embora não haja um grande aumento na representação de atos sexuais (duas pessoas se tocando). Essa tendência é evidente nos videoclipes modernos de K-pop. Por exemplo, vídeos como Marionette, de Stellar, Roll Deep, de Hyuna, Ring My Bell, de Girl's Day, Wild, de Nine Muses, Wiggle Wiggle, de Hello Venus, Like a Cat, de AOA, Butt, de I-Ren, e Dr. Feel Good, de BP Rania, entre muitos outros, podem ser mencionados. Nesses vídeos, as cantoras geralmente usam saias curtas, shorts, decotes e roupas justas, enfatizando a sexualização de sua imagem.
No caso de cantores masculinos, alguns usaram camisetas e calças transparentes, shorts muito curtos e até mesmo se envolveram em cross-dressing, usando espartilhos ou vestidos minúsculos. Além disso, houve vídeos que foram banidos por sua excessiva sexualização das mulheres, como Mommae, de Jay Park, por ser muito sugestivo sexualmente, Abracadabra, de Brown Eyed Girls, por seu conteúdo sexual, Mirotic, do TVXQ, por mostrar muita exposição corporal e linguagem explícita; One More, do Fiestar, por conter imagens sexuais; bem como os vídeos Vibrato e Marionette, do Stellar, que foram censurados devido à coreografia e às roupas sexualmente sugestivas. Outros exemplos incluem Touch Me, de Ivy, Joker, de Dal Shabet, e Shower Later, de Gary, todos por seu conteúdo sexualmente sugestivo e temas maduros. Da mesma forma, o videoclipe de Bae Bae, do Big Bang, foi apontado por suas insinuações sexuais. Por outro lado, a evolução da imagem do Girls' Generation foi observada ao longo do tempo. Seu vídeo Gee, em 2009, mostrava uma imagem inocente de meninas em idade escolar. Mais tarde, em Oh!, em 2010, elas mantiveram essa inocência, mas acrescentaram um prelúdio de seu lado sombrio no final, apresentando versões mais sensuais e sombrias de si mesmas. Finalmente, no vídeo de 2011 para The Boys, a imagem inocente foi transformada em uma sensualidade mais madura. Essa transição reflete como os artistas de K-pop passaram de uma imagem mais inocente para uma representação mais sexual em alguns de seus vídeos musicais.

## Controvérsias

### Críticas por demonstrar comportamento feminista
As estrelas pop coreanas enfrentam fortes críticas quando expressam opiniões feministas. No setor de K-pop, espera-se que as ídolas sejam bonitas e obedientes para agradar o público. Demonstrar preocupação com o empoderamento feminino é considerado controverso e, quando as estrelas do K-pop se manifestaram a esse respeito, foram alvo de críticas e ataques públicos. Um exemplo é Sulli, que era conhecida por falar abertamente sobre feminismo e direitos das mulheres, o que é incomum em um ambiente de alto controle de imagem. Por causa disso, ela sofreu anos de assédio e abuso on-line, o que acabou levando à depressão e, tragicamente, ao suicídio. Esse é um lembrete chocante de como a pressão e os ataques podem ter consequências devastadoras para a saúde mental e o bem-estar das estrelas do K-pop que desafiam as normas impostas.

### Alegações de pedofilia de Min Hee-jin
Min Hee-jin, atual CEO da Ador, uma subsidiária da Hybe Corporation, foi acusada por suas escolhas criativas no passado. Alguns expressaram preocupação com o fato de ela ter promovido imagens inadequadas de mulheres jovens e meninas em suas mídias sociais. Os exemplos incluem o uso de pôsteres de filmes antigos, como Le farò da padre (1974) e a incorporação de ideias relacionadas a Lolita em seu trabalho com f(x) e NewJeans.

### Desigualdade de gênero
As mulheres no K-pop são deliberadamente submetidas ao olhar masculino, experimentam a "bonequização" e são consideradas exóticas e submissas para agradar aos fãs homens em uma sociedade patriarcal. O setor procura fazer com que a feminilidade se adapte à estrutura social patriarcal neoconfucionista para maximizar seus lucros, forçando os ídolos a adotar essa definição que se alinha ao papel tradicionalmente estabelecido para as mulheres na Coreia.
Além disso, a preocupante classificação da Coreia do Sul nas Diferenças Globais entre Gêneros, abaixo de todos os países desenvolvidos e mais próxima das nações de maioria muçulmana, destaca a situação da desigualdade de gênero no país. A eleição do presidente Yoon Suk-yeol, conhecido por sua postura antifeminista, indica que esse sentimento provavelmente não mudará no futuro, pois uma de suas promessas eleitorais foi abolir o Ministério da Igualdade de Gênero e Família, entre outras medidas.
Os acadêmicos Xi Lin e Robert Rudolf realizaram uma pesquisa com 6.317 fãs de K-pop de 100 países para avaliar o nível de igualitarismo dos consumidores de K-pop. O estudo deles revelou que a maior indulgência com o K-pop estava relacionada a um nível mais baixo de igualitarismo, e essa tendência era mais acentuada em países já estratificados por gênero. Da mesma forma, na Coreia, a estratificação de gênero é reforçada pelo governo e seu capitalismo patriarcal, e vice-versa. Ou seja, o sexismo e a sexualização no K-pop apoiam o sucesso do capitalismo patriarcal na Coreia do Sul, perpetuando as normas de desigualdade de gênero e a objetificação sexual das ídolos femininas do K-pop.